# Henrya
- Commons
- Wikispecies

Henrya Nees, segundo o Sistema APG II, é um gênero botânico da família Acanthaceae.

## Sinonímia
Solenoruellia Baill.

## Espécies
| - Henrya augustiniana - Henrya barclayana - Henrya brevifolia - Henrya conzattii - Henrya costata - Henrya donnell-smithii - Henrya flava - Henrya grandifolia | - Henrya gualanensis - Henrya imbricans - Henrya insularis - Henrya laxa - Henrya longipes - Henrya memphitica - Henrya mephitica - Henrya ortegana | - Henrya pilosa - Henrya puberula - Henrya reticulata - Henrya rupicola - Henrya silvestrii - Henrya soorpioides - Henrya tuberculosperma - Henrya yucatanensis |

- «Lista das espécies»

## Nome e referências
Henrya Nees , Bentham, 1845

## Classificação do gênero
| Sistema | Classificação                       | Referência            |
| ------- | ----------------------------------- | --------------------- |
| APG II  | Ordem Lamiales, família Acanthaceae | APweb, versão 9, 2008 |